# František Janda (malíř)
František Janda (21. listopadu 1885 Nusle – ?) byl český malíř.

## Život
Narodil se v Nuslích do rodiny obuvníka Františka Jandy a jeho ženy Marie rozené Tintěrové. Vychodil obecnou školu a 3 třídy měšťanské školy. Poté nastoupil na pražskou malířskou akademii, kde v roce 1902/1903 absolvoval tzv. přípravku u prof. Bohumíra Roubalíka. Dále pokračoval ve školním roce 1903/04 až 1907/08 v tzv. speciálce u prof. Hanuše Schwaigra. Později na téže škole ještě absolvova v letním semestru 1917/18 speciální školu prof. Maxe Švabinského.